# Flen
För andra betydelser, se Flen (olika betydelser).
Flen är en tätort i Södermanland och centralort i Flens kommun, Södermanlands län. 
Flen ligger vid sjöarna Gårdsjön, Bjuren och Orrhammaren. 
Namnet Flen innehåller ett till dialektordet flen "bar, naken" bildat substantiv med betydelsen "kal berghäll, kalt berg" eller dylikt. Flens by ligger på en höjd, där berggrunden går i dagen.

## Historia
Flen var en viktig järnvägsknut där Västra stambanan korsar TGOJ-banan. Staden har vuxit fram kring Flens järnvägsstation som öppnade 1862. Stationsorten växte fram på platsen för byarna Flensby, Östorp, Kyrkobol, Orresta och Salsta.

### Administrativa tillhörigheter
Flen var och är kyrkby i Flens socken och tillhörde efter kommunreformen 1862 Flens landskommun. 31 december 1901 inrättades i landskommunen Flens municipalsamhälle. 1949 ombildades landskommunen med municipalsamhället till  Flens stad där Flens bebyggelse bara omfattade en liten del av stadskommunens areal. Stadskommunen utökades 1969 och uppgick 1971 i Flens kommun där orten sedan dess är centralort i kommunen.
Flen har hört och hör till Flens församling.
Orten ingick till 1948 i Villåttinge tingslag, därefter till 1971 i Oppunda och Villåttinge tingslag och från 1971 i Katrineholms domsaga. Sedan 2009 ingår Flen i Nyköpings domsaga.

### Befolkningsutveckling
| Befolkningsutvecklingen i Flen 1900–2020 | Befolkningsutvecklingen i Flen 1900–2020 | Befolkningsutvecklingen i Flen 1900–2020 | Befolkningsutvecklingen i Flen 1900–2020 | Befolkningsutvecklingen i Flen 1900–2020 |
| ---------------------------------------- | ---------------------------------------- | ---------------------------------------- | ---------------------------------------- | ---------------------------------------- |
|                                          |                                          |                                          |                                          |                                          |
| År                                       |                                          |                                          | Folkmängd                                | Areal (ha)                               |
| 1900                                     | 1900                                     |                                          | 955                                      | †                                        |
| 1960                                     | 1960                                     |                                          | 5 262                                    |                                          |
| 1965                                     | 1965                                     |                                          | 6 201                                    |                                          |
| 1970                                     | 1970                                     |                                          | 6 768                                    |                                          |
| 1975                                     | 1975                                     |                                          | 6 770                                    |                                          |
| 1980                                     | 1980                                     |                                          | 6 751                                    |                                          |
| 1990                                     | 1990                                     |                                          | 6 331                                    | 421                                      |
| 1995                                     | 1995                                     |                                          | 6 369                                    | 445                                      |
| 2000                                     | 2000                                     |                                          | 6 159                                    | 445                                      |
| 2005                                     | 2005                                     |                                          | 6 114                                    | 446                                      |
| 2010                                     | 2010                                     |                                          | 6 229                                    | 445                                      |
| 2015                                     | 2015                                     |                                          | 6 594                                    | 467                                      |
| 2020                                     | 2020                                     |                                          | 6 577                                    | 441                                      |
| † Som köpingsliknande samhälle 1900.     |                                          |                                          |                                          |                                          |

## Stadsdelar
- Brogetorp
- Orrö
- Salsta
- Nybble
- Bjuren
- Flensby

## Kommunikationer

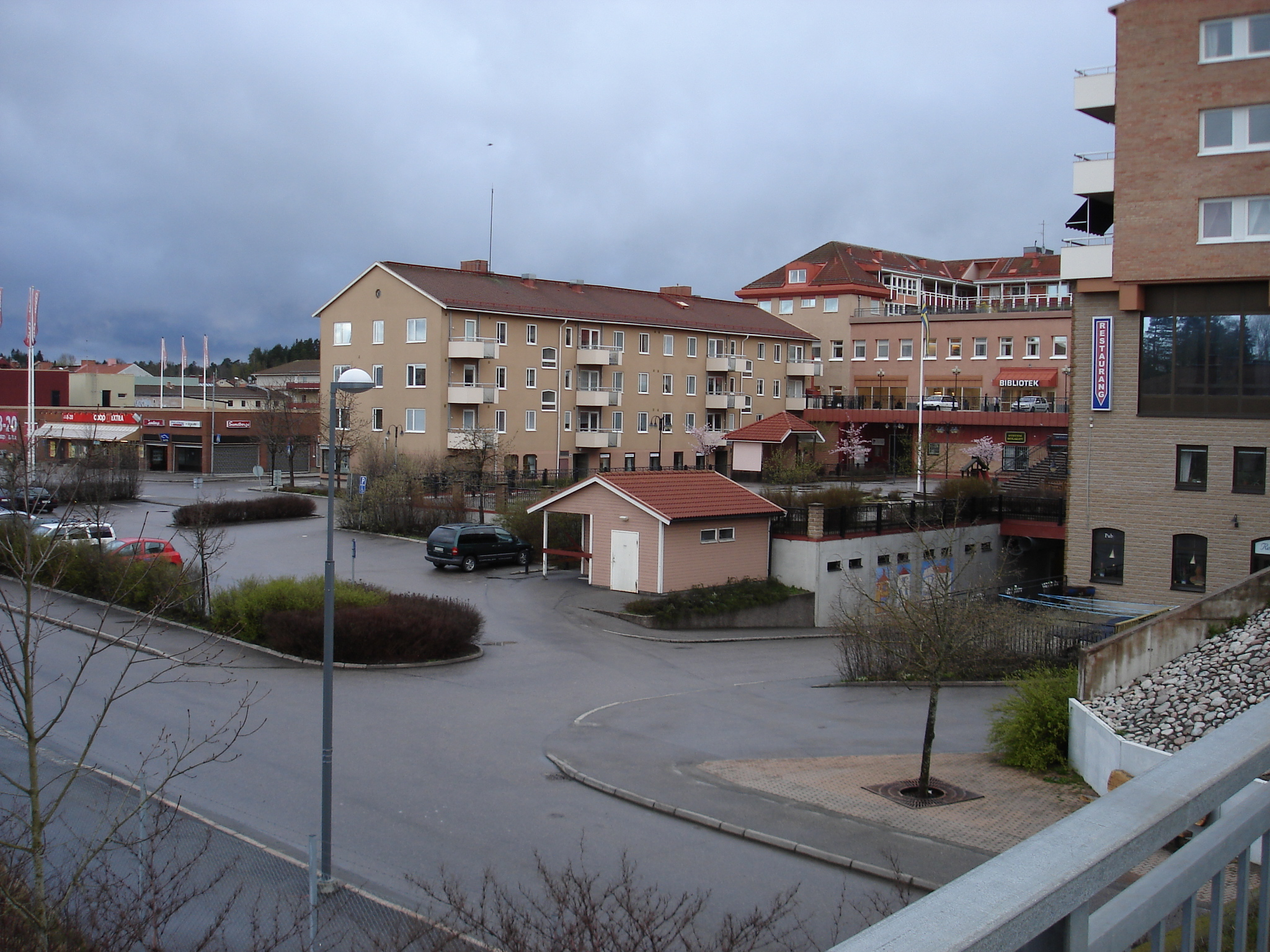
Violentorget 2007.

Flens järnvägsstation trafikeras av Mälartåg (Uven-tåget och Sörmlandspilen), och av Sörmlandstrafikens bussar till närliggande orter såsom Katrineholm, Nyköping, Hälleforsnäs, Gnesta och Malmköping.
I Flen finns även en stadsbuss, linje 1, som förbinder stadens bostadsområden med centrum och järnvägsstationen. Linjen körs endast vardagar och trafikerar sträckan Jättuna – Flens järnvägsstation – Hammarvallen – Brogetorp – Orrö och omvänt.
Riksväg 55 leder norrut mot Malmköping, Strängnäs, Enköping och Uppsala. Riksväg 57 leder österut mot Skebokvarn, Sparreholm, Björnlunda, Gnesta, Järna och Södertälje. Riksväg 55 och 57 går gemensamt västerut mot Sköldinge, Valla, Katrineholm och Norrköping. Länsväg 221 leder söderut via Vadsbro till Bettna och därifrån går Riksväg 52 mot Vrena, Stigtomta och vidare mot Nyköping.

## Utbildning

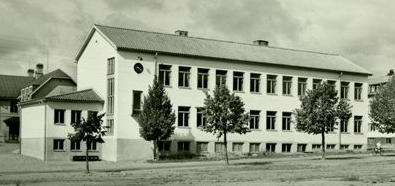
Flens samrealskola, nuvarande Stenhammarskolan

Stenhammarskolan är en kommunal grundskola för årskurserna F-3, 4-6 samt 7-9. Skolan är belägen på Storgatan, nära Flens centrum.
Ålidenskolan är en fristående grundskola med kristen inriktning för årskurs F-9. Skolan drivs av Stiftelsen Agape.
Prins Wilhelmgymnasiet, som har sina lokaler vid Violentorget, är stadens och kommunens enda gymnasieskola. Gymnasiet erbjuder sex olika program. För program som inte finns på skolan har kommunens samverkansavtal med andra kommuner i Södermanlands län.

## Kultur

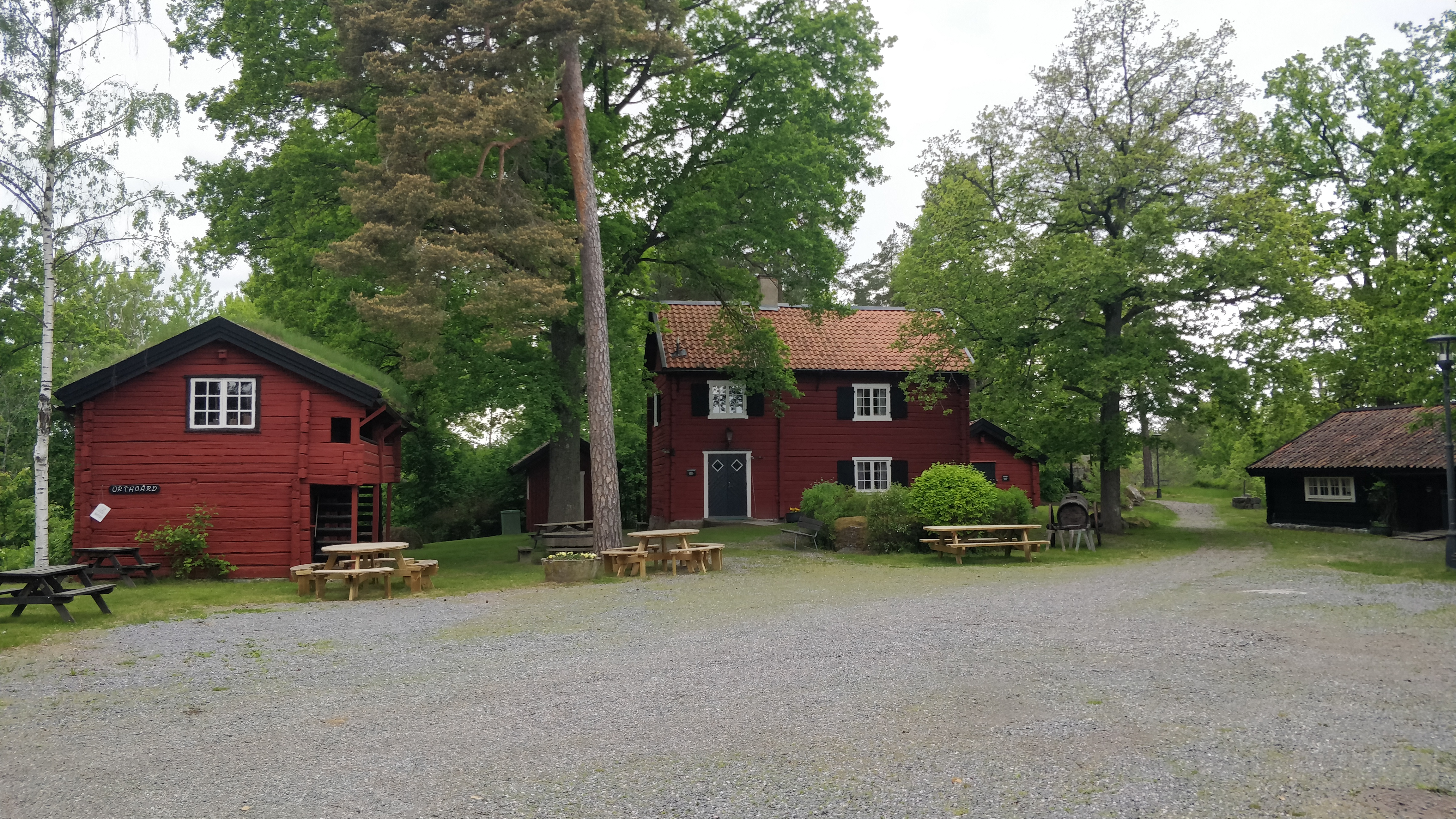
Thuleparken i juni 2022

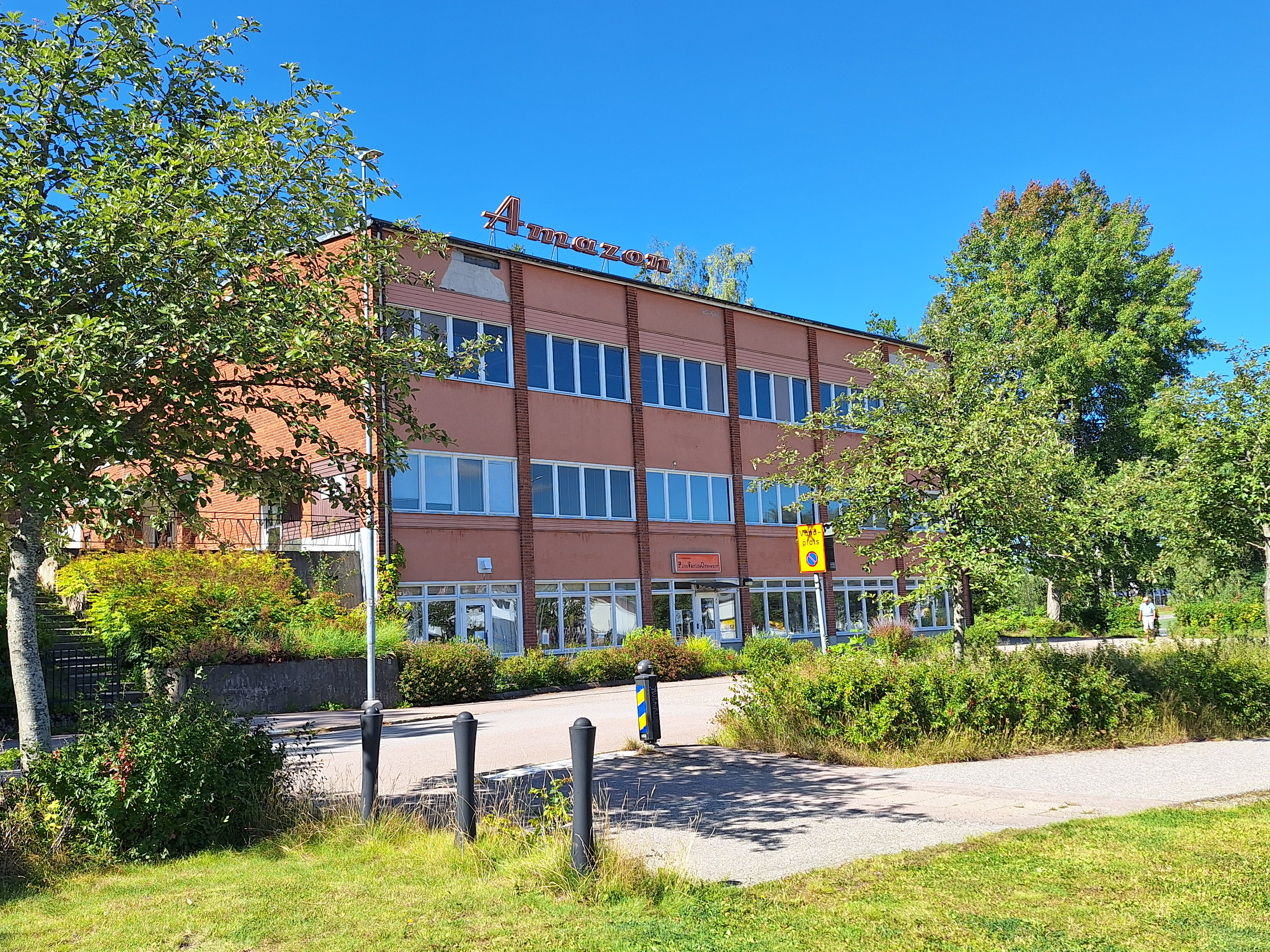
Amazon

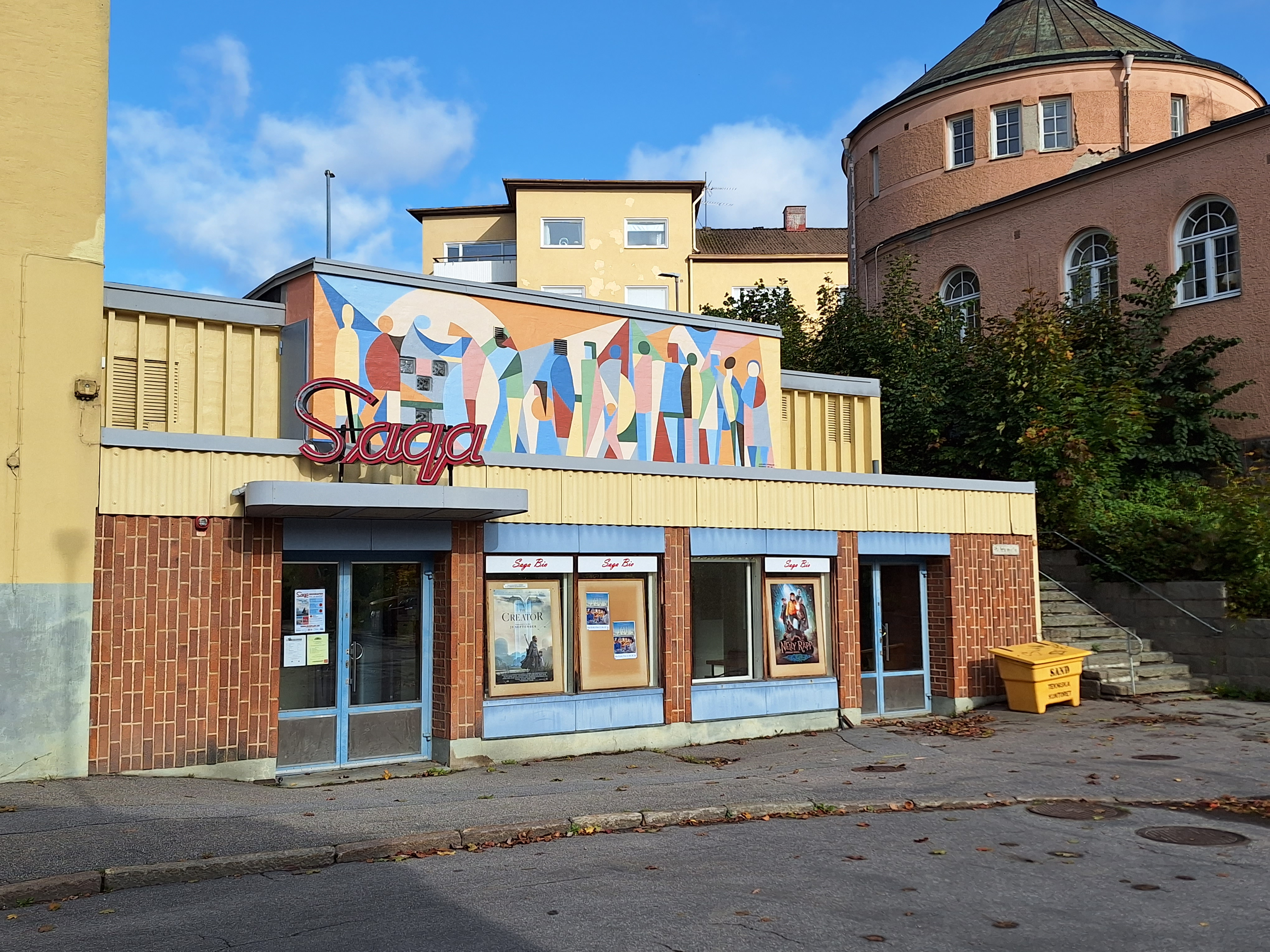
Saga Bio

Thuleparken är ett friluftsmuseum beläget på Flens högsta punkt. I parken finns ett flertal byggnader från gårdar runt omkring centralorten.
Amazon är ett tidigare folkets hus, som invigdes 1962 och som genom åren har fungerat som dans- och konsertlokal.. På senare år har Amazon bland annat använts av Flen Världsorkester.
Saga Bio, som är belägen på Stadshusgatan bildades 1959 och är en av kommunens två biografer.

## Idrott
På Hammarvallens idrottsplats finns sim- och sporthall, ishall, fotbollsplaner, konstgräsplan, bowlinghall och elljusspår. Aktiva föreningar i området är bland annat Flens idrottsförening (fotboll, basket och bågskytte), Flens HC flames (ishockey), Flens simsällskap och Flens Innebandyförening.

## Trossamfund och kyrkobyggnader

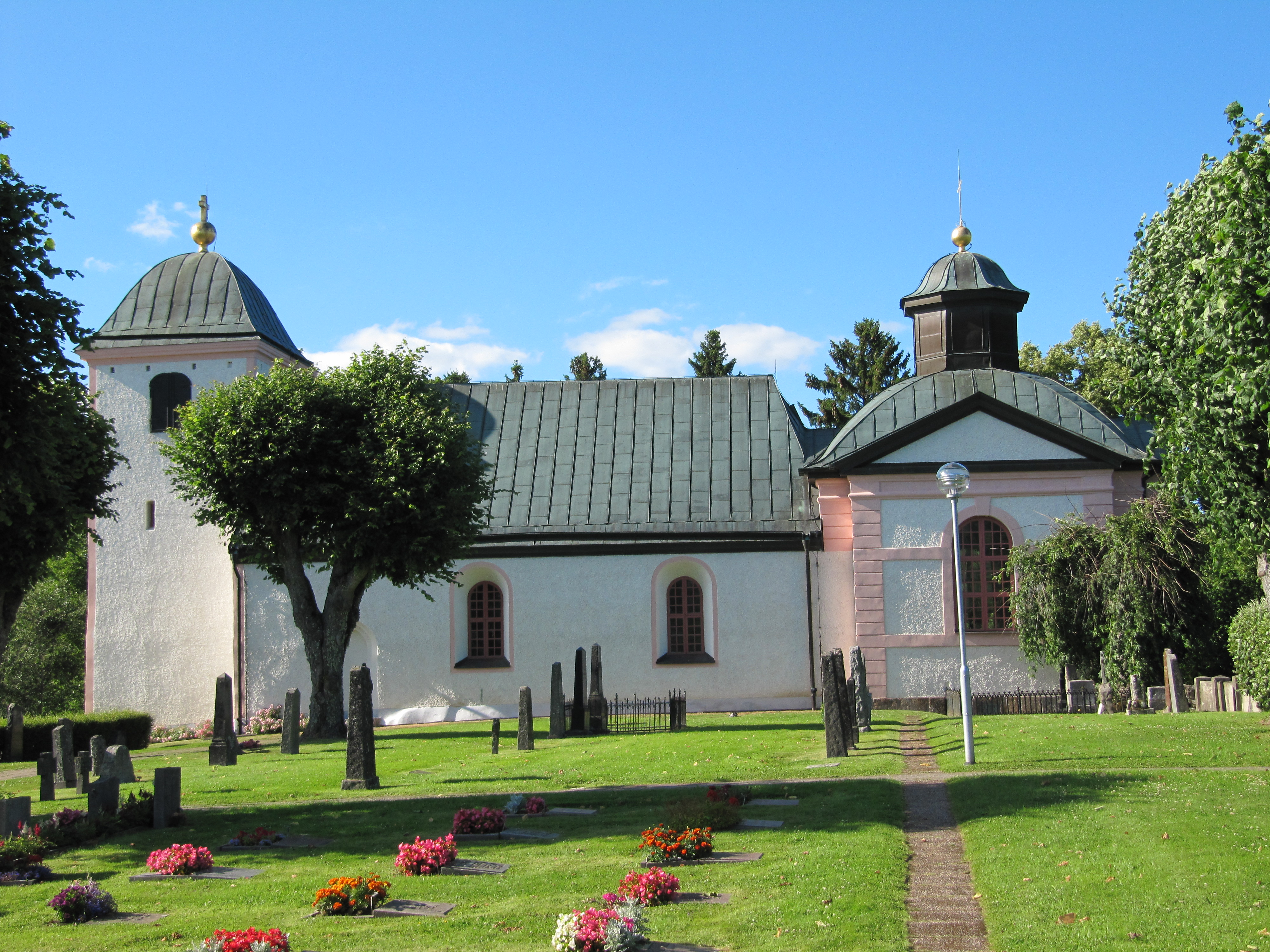
Flens kyrka

Flens kyrka är en kyrkobyggnad som tillhör Flen, Helgesta-Hyltinge församling i Strängnäs stift. Kyrkan ligger utmed riksväg 55 och 57 i södra delen av samhället Flen. Dess äldsta delar härstammar från 1200-talet.
Centrumkyrkan är en församling tillhörande Equmeniakyrkan. Församlingen bildades 2010 genom en sammanslagning av Pingstkyrkan och Andreaskyrkan.
Sion är en evangelisk och karismatisk församling med lokaler på Södra Kungsgatan.
Flens moské, som öppnade 2013, ligger i en tidigare pingstkyrka. Moskén drivs av församlingen Al-Houda Muslimska Center som tillhör Förenade Islamiska Föreningar i Sverige.

## Näringsliv och arbetsmarknad

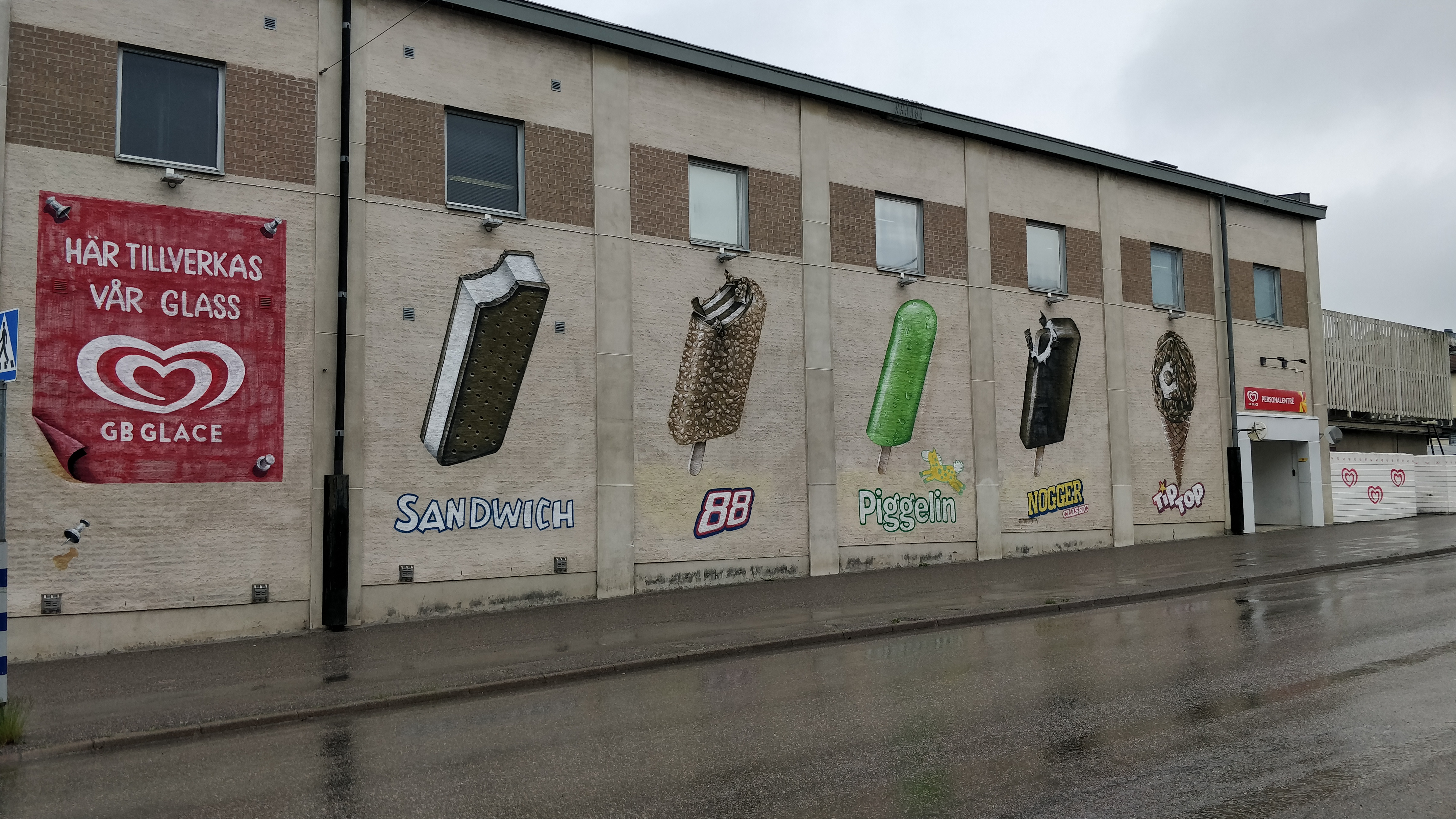
GB Glace-fabriken i centrala Flen.

Näringslivet i Flen domineras av småföretag, men det finns även ett fåtal större företag etablerade på orten.
Volvo Parts i Flen är stadens och kommunens största privata arbetsgivare med 225 anställda 2020.. Fabriken har genom åren bland annat tillverkat tröskverk och båtmotorer och är idag inriktad på att renovera motorer och komponenter, vilka därefter säljs vidare som reservdelar. 2021 togs beslut om att Volvofabriken ska flytta till Taljaområdet norr om centralorten samtidigt som Flens kommun köper de gamla fabriksfastigheterna.
Unilever Produktion AB bedriver glasstillverkning i Flen under varumärket GB Glace. Fabriken, som är belägen i centrala delen av stan grundades 1956 efter att Mjölkcentralen byggt om ett gammalt mejeri för GB:s (dåvarande Glacebolagets) räkning. Sedan 1996 är GB en del av den multinationella koncernen Unilever. Utöver produktion för den svenska marknaden tillverkas glass för export till Unilevers dotterbolag runt om i världen. Glassfabriken är namnsponsor åt ishallen GB-hallen som ligger i Hammarvallens idrottsplatsområde.
Momento AB är ett Flensbaserat företag som tillverkar verktyg och redskap. Företaget grundades 1951 och ägs av Irvator Group. De hade totalt 40 anställda 2020.

### Statliga myndigheter
Migrationsverket har ett kontor för mottagningsärenden i Flen, samt ett förvar. Myndigheten har sin verksamhet i området Jättuna. Flen har varit mottagarkommun för flyktingar sedan 1970-talet.

### Bankväsende
Södermanlands enskilda bank etablerade en växlingskassa i Flen mot slutet av 1880-talet. Villåttinge sparbank öppnade ett avdelningskontor i Flen den 11 juli 1901. Senare hade Oppunda härads sparbank kontor i Flen. Under 1910-talet tillkom ett kontor för Mälareprovinsernas bank.
Nordea etablerade sig i Flen år 2008 i samband med avvecklandet av Svensk Kassaservice, men detta kontor stängde redan 2010. SEB stängde sitt kontor den 31 maj 2007. I februari 2021 stängde även Handelsbanken sitt kontor. Därefter hade Sörmlands sparbank ortens enda kvarvarande bankkontor.